# Pseudohexapus platydactylus
Pseudohexapus platydactylus is een krabbensoort uit de familie van de Hexapodidae. De wetenschappelijke naam van de soort is voor het eerst geldig gepubliceerd in 1956 door Monod.